# Église Saint-Aubin de Boisney
L'église Saint-Aubin est une église catholique située à Boisney en France.

## Localisation
L'église est située dans le département français de l'Eure dans la commune de Boisney.

## Historique
L'édifice est daté du XIIe siècle voire antérieur du fait de l'emploi d'un style roman archaïque, mais les murs extérieurs sont remaniés à l'époque moderne. Il conserve toutefois des éléments intérieurs de grande valeur.
L'édifice est classé au titre des monuments historiques en 1862.
L'église est régulièrement ouverte lors de la nuit des églises et des retables.

## Site classé
- L'ensemble constitué par l'église, les deux ifs et les murs du cimetière  Site classé (1926)[3].